# Mikoyan-Gourevitch MiG-1
Le Mikoyan-Gourevitch MiG-1 fut un avion de chasse soviétique de la Seconde Guerre mondiale. Bien qu'il fût difficile à manœuvrer, il servit de base pour le MiG-3, qui prouva ses capacités d'intercepteur à haute altitude et fit la réputation de ses concepteurs.

## Histoire
Le MiG-1 fut développé en réponse à la demande de l'armée de l'air soviétique d'un chasseur à moteur en ligne en janvier 1939. Initialement, l'avion, dénommé I-200, fut développé par le bureau d'études Polikarpov. L'étude débuta en juin 1939 sous la direction de Nikolaï Polikarpov et de son assistant Tetivikine.
Polikarpov préférait les moteurs en étoile, et favorisa son I-180 développé au même moment, mais lorsque le Mikouline AM-37 en ligne devint disponible, il décida de l'utiliser dans un chasseur. L'approche qu'il choisit fut de construire le plus petit avion possible autour du moteur, en minimisant le poids.
Comme spécifié, l'avion devait être capable d'atteindre 670 km/h. En août 1939, Polikarpov fit de Andrianov un concepteur en chef. Au même moment, Polikarpov perdit les faveurs de Staline. Finalement, quand Polikarpov partit en novembre 1939 visiter les usines aéronautiques allemandes, les autorités soviétiques décidèrent de dissoudre son équipe de construction et de créer une nouvelle section de construction expérimentale (OKO), dirigée par Artem Mikoyan et Mikhaïl Gourevitch, officiellement toujours sous la direction du bureau Polikarpov jusqu'en juin 1940. Plusieurs études sur le projet I-200 furent attribuées à Mikoyan et Gourevitch, qui furent plus tard, sans réelle justification, reconnus comme ses concepteurs.
Le résultat fut un avion conventionnel qui vola le 5 avril 1940, bien que son moteur ne fut pas prêt à temps. Le nouvel appareil utilisa le AM-35, moins puissant. Il ne put toutefois pas atteindre la vitesse spécifiée par l'armée de l'air avec ce moteur. La production du I-200 fut lancée presque immédiatement, le 31 mai 1940. Contrairement aux autres appareils en compétition, le I-26 (Yak-1) et le I-301 (LaGG-3), le I-200 réussit tous les tests au premier essai en août.
Environ 2 200 exemplaires du MiG-1 furent construits.